# Michael Goldberg
Michael Goldberg (24. prosince 1924 – 31. prosince 2007) byl americký malíř, představitel abstraktního expresionismu.

## Život
Narodil se roku 1924 v newyorském obvodu Bronx. Ve svých čtrnácti letech začal docházet na newyorskou uměleckou školu Art Students League, studoval například u malíře Hanse Hofmanna. Mezi jeho vzory patřili vedle jiných Clyfford Still či Willem de Kooning. Během druhé světové války sloužil v armádě. Od roku 1962 až do své smrti pracoval v ateliéru, který původně vlastnil malíř Mark Rothko. Počínaje rokem 1980 trávil vždy pět měsíců v roce v Toskánsku, kde vznikla řada jeho obrazů. Zemřel na infarkt roku 2007 na Manhattanu ve věku 83 let.